# تجديف في ألعاب بارالمبية صيفية
التجديف في الألعاب البارالمبية الصيفية، أصبحت رياضة التجديف جزءًا من المنافسات في الألعاب البارالمبية الصيفية منذ الألعاب البارالمبية الصيفية لعام 2008K وتخضع رياضة التجديف في الألعاب البارالمبية لاختصاص الاتحاد الدولي للتجديف ( FISA).

## تاريخ التجديف لذوي الاعاقة
في عام 1913، بدأ مدير المدرسة في كلية ووستر للمكفوفين في بريطانيا جورج كليفورد براون في التجديف للأفراد ذوي الإعاقة.  شجع براون الطلاب المكفوفين على المشاركة في رياضات معينة حيث يمكنهم التنافس على مستوى متساوٍ مع اللاعبين المبصرين والقيام بذلك دون تعديلات. بدأت منظمات أخرى مكرسة لإعادة تأهيل المكفوفين، مثل نزل سانت دنستان ، في إنشاء نوادي التجديف بعد ذلك بفترة وجيزة في عام 1915. دخلت رياضة التجديف التنافسية مع المجدفين المكفوفين لأول مرة في عام 1914 بين كلية ووستر والأولاد القدامى في سباق واحد وكلية ووستر وكشافة ووستر في سباق آخر في نفس العام. 
في أكتوبر 1945، شارك قدامى المحاربين من جيش الولايات المتحدة والبحرية ومشاة البحرية الذين أصيبوا بالعمى أثناء الحرب العالمية الثانية في سباق يوم البحرية على نهر شيلكيل في فيلادلفيا . ويعتبر البعض هذا الحدث بمثابة المحفز للاهتمام الدولي بالتجديف للمكفوفين. 

## التأهل للألعاب البارالمبية
هناك عدد محدود من الأطقم المسموح لها بالمشاركة في السباق، لذا يعقد الاتحاد الدولي للتجديف فعاليات تأهيلية لتحديد من سيشارك في الألعاب البارالمبية. في الألعاب البارالمبية، لا يجوز لكل لجنة أولمبية وطنية أن تشارك إلا بقارب واحد في كل حدث.

## نبذة تاريخية عن رياضة التجديف لذوي الاحتياجات الخاصة في الالعاب البارالمبية[3]
ظهرت رياضة التجديف البارالمبية لأول مرة في بكين 2008. وشارك أكثر من 90 رياضيًا في أربع مسابقات لحصد الميداليات - قوارب فردية للرجال AM1x، وقوارب فردية للسيدات AW1x، وقوارب مزدوجة مختلطة TAMix2x، وقوارب رباعية مختلطة LTAMix4 - في حديقة شونيي الأولمبية للتجديف والتجديف بالقوارب في الصين.
تم منح أول ميداليات التجديف البارالمبية للطاقم الصيني المكون من يانغجينج تشو وزيلونج شان في TAMix2x. سيطر المجذفون البريطانيون على أحداث الفردي، حيث فاز توم أجرار بسباقات التجديف للرجال وفازت راينسفورد بسباقات التجديف للسيدات.
شهدت دورة الألعاب البارالمبية بلندن 2012 مشاركة 23 دولة تتنافس على 12 ميدالية في أربع فئات للقوارب، حيث بلغ إجمالي عدد المشاركين 48 قاربًا و96 مجدفًا. وتم توزيع الميداليات على تسع دول.
في طوكيو 2020، تنافس المجذفون البارالمبيون على نفس المسافة التي تنافس بها نظراؤهم الأولمبيون - 2000 متر. أدى تغيير القواعد هذا إلى مضاعفة المسافة المستخدمة في ريو 2016، ولندن 2012، وبكين 2008.
وتتصدر بريطانيا جدول الميداليات في رياضة التجديف البارالمبية عبر التاريخ برصيد 10 ميداليات، بما في ذلك ثماني ذهبيات، تليها الصين بست ميداليات وأوكرانيا بخمس ميداليات.
في دورة الألعاب البارالمبية لعام 2008. كانت كل الأنظار موجهة إلى بطل العالم البريطاني أغار. وقد حقق التوقعات، حيث أنهى السباق متقدماً بفارق أربع ثوان تقريباً على صاحب المركز الثاني أوليكساندر بيترينكو من أوكرانيا.
انطلق الأوكراني رومان بوليانسكي إلى النجومية في دورة الألعاب البارالمبية ريو 2016. دخل كمغامر غير معروف، ولم يمارس هذه الرياضة إلا قبل عامين. ولكن في منافسات التجديف الفردي للرجال، تغلب على البطل البارالمبي المدافع تشنغ هوانغ من الصين ليفوز بأول ميدالية ذهبية له.
في طوكيو 2020، حصلت بريطانيا على ميداليتين ذهبيتين من أصل أربع ميداليات ذهبية كانت معروضة.

## جدول الميداليات تاريخيًا
تم التحديث بعد دورة الألعاب البارالمبية الصيفية 2024
| دولة                       | ذهب | فضي | برونزي | المجموع |
| -------------------------- | --- | --- | ------ | ------- |
| بريطانيا (GBR)             | 11  | 1   | 2      | 14      |
| الصين (CHN)                | 3   | 3   | 1      | 7       |
| أوكرانيا (UKR)             | 3   | 2   | 1      | 6       |
| أستراليا (AUS)             | 1   | 4   | 1      | 6       |
| النرويج (NOR)              | 1   | 1   | 0      | 2       |
| إيطاليا (ITA)              | 1   | 0   | 0      | 1       |
| الولايات المتحدة الأمريكية | 0   | 4   | 2      | 6       |
| فرنسا (FRA)                | 0   | 2   | 5      | 7       |
| بيلاروسيا (BLR)            | 0   | 1   | 1      | 2       |
| ألمانيا (GER)              | 0   | 1   | 1      | 2       |
| هولندا (NED)               | 0   | 1   | 0      | 1       |
| البرازيل (BRA)             | 0   | 0   | 2      | 2       |
| كندا (CAN)                 | 0   | 0   | 1      | 1       |
| روسيا (RUS)                | 0   | 0   | 1      | 1       |